# Höj din sång i toner klara
Höj din sång i toner klara är psalm med tre 8-radiga verser författade av missionären och psalmförfattaren Erik Nyström.  

## Publicerad i
- Svensk söndagsskolsångbok 1908 som nr 310 under rubriken "Konung och fosterland"
- Svenska Missionsförbundets sångbok 1920 som nr 718 under rubriken "Konungen och fädernesland."
- Sionstoner 1935 som nr 767 under rubriken "Konung och fosterland"